# Neoseiulus tshernovi
Neoseiulus tshernovi är en spindeldjursart som först beskrevs av Kuznetsov 1984.  Neoseiulus tshernovi ingår i släktet Neoseiulus och familjen Phytoseiidae. Inga underarter finns listade i Catalogue of Life.